# Glenognatha spherella
Glenognatha spherella là một loài nhện trong họ Tetragnathidae.
Loài này thuộc chi Glenognatha. Glenognatha spherella được miêu tả năm 1936 bởi Chamberlin & Ivie.